# Oddział Partyzancki Armii Krajowej „Błysk”

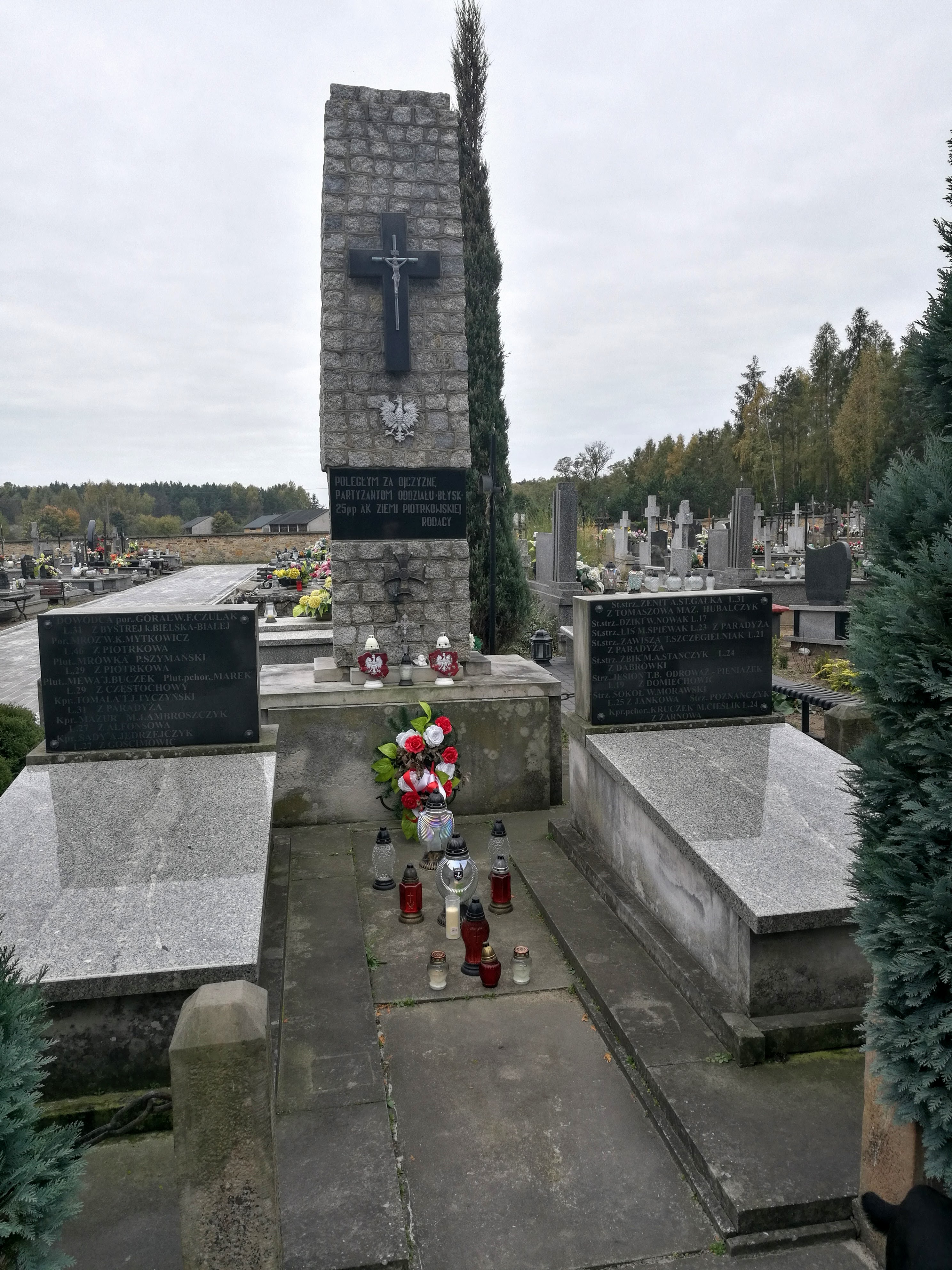
Mogiła poległych żołnierzy OP AK „Błysk” na cmentarzu w Paradyżu

Oddział Partyzancki Armii Krajowej „Błysk” — oddział partyzancki (OP) Armii Krajowej utworzony w kwietniu 1944 roku z inicjatywy komendanta Obwodu Opoczno Armii Krajowej kpt. Jana Seredyńskiego. Oddział działał w okolicach Białaczowa. Jego głównymi zadaniami było szkolenie praktyczne młodzieży w dziedzinach dywersyjno-sabotażowych i wykonywanie zadań specjalnych. 9 maja 1944 r. w Łubach Sobieńskich oddział został całkowicie rozbity przez niemiecką żandarmerię i granatową policję. Zginęło 16 partyzantów.

## Historia oddziału
Oddział partyzancki Armii Krajowej „Błysk” został utworzony w kwietniu (wg innych źródeł w styczniu) 1944 roku z inicjatywy komendanta Obwodu Opoczyńskiego kpt. Jana Seredyńskiego ps. „Bolek”. Na jego czele stanął przedwojenny policjant, plut. Jan Włodarski, ps. „Tomek”. Głównymi zadaniami oddziału było szkolenie praktyczne młodzieży w dziedzinach dywersyjno-sabotażowych i wykonywanie zadań rekwizycyjnych. W skład tego oddziału weszło 14 żołnierzy opoczyńskiego oddziału specjalnego „Żbik” oraz nowo przybyli ochotnicy, m.in. z Białaczowa, Paradyża, Żarnowa i okolic. Oddział liczył od 20 do 30 żołnierzy.
Zaraz po utworzeniu oddział przeprowadził kilka akcji na okoliczne mleczarnie oraz rekwizycję transportu skóry. Pierwszym poważnym zadaniem oddziału „Błysk” było wsparcie oddziału „Wicher” w akcji zniszczenia niemieckiego posterunku pilnującego dworu i młyna w Petrykozach. 23 kwietnia 1944 r. oddział opanował stację kolejową, przecięto przewody telefoniczne, zarekwirowano pieniądze z kasy biletowej. Następnie opanowano budynek, w którym znajdowali się Niemcy, zabrano mundury, broń i sprzęt wojskowy. W czasie działań zginął jeden żołnierz niemiecki. 
Na początku maja do OP AK „Błysk”dołączył Polak ze Śląska Cieszyńskiego, porucznik Wilhelm Franciszek Czulak wcielony do wojska niemieckiego. Wilhelm Czulak nawiązał kontakt z kierownictwem konspiracji AK i wyraził gotowość przejścia do polskich oddziałów partyzanckich. Został zaprzysiężony przez komendanta Obwodu Opoczno Armii Krajowej kpt. Włodzimierza Czajkowskiego, ps. „Zięba”, i przybrał pseudonim „Góral”. W dniu 3 maja został mianowany dowódcą oddziału „Błysk”. 
Dziewiątego maja 1944 roku w kolonii Łuby Sobieńskie (Ludwików) rozegrała się tragedia oddziału, który przybył tam poprzedniego dnia po długim marszu i zatrzymał się na postój. Kolonia Łuby Sobieńskie liczyła zaledwie kilka zagród, w których partyzanci rozlokowali się na odpoczynek. Oddział „Błysk” liczył wtedy 22 partyzantów. Pięciu (według innych źródeł czterech) żołnierzy oddziału otrzymało przepustki i udało się do rodzin w okolicznych wsiach. Nad ranem oddział został zaskoczony atakiem przybyłej z Końskich niemieckiej żandarmerii i granatowej policji w sile 1 kompanii uzbrojonej w ciężki sprzęt maszynowy, broń automatyczną i granaty. W akcji dodatkowo brał udział niemiecki samolot, z którego zrzucano wiązki granatów. W nierównej walce zginęło 16 partyzantów (według innych źródeł schwytano dwóch partyzantów). W wyniku wymiany ognia zginęła również młoda ciężarna mieszkanka wsi oraz jej roczny syn. W wyniku walk spłonęły wszystkie zabudowania kolonii.
Zwłoki poległych partyzantów Niemcy ułożyli na stosie chrustu i drewna, który następnie podpalili. Po odjeździe żandarmów mieszkańcy Łubów ugasili płonący stos z ciałami partyzantów. Z trudem dokonano identyfikacji zwłok ze względu na częściowe zwęglenie ciał. Zwłoki poległych partyzantów zniesiono do piwnicy jednego z domów. Kilka tygodni później, w czerwcu, w lesie niedaleko Zakrzowa odbył się żołnierski pogrzeb ofiar potyczki.
27 sierpnia 1945 roku zwłoki partyzantów z oddziału „Błysk” zostały ekshumowane z grobu w zakrzowskim lesie i pochowane na cmentarzu w Paradyżu. 
Pozostali przy życiu żołnierze z oddziału „Błysk” zostali wcieleni do oddziału ppor. „Henryka”. W czerwcu 1944 roku z tych żołnierzy utworzono nowy oddział partyzancki, włączając do niego zgłaszających się ochotników. Oddział ten otrzymał kryptonim „Trop”.

## Skład oddziału
- plut. Jan Włodarski, ps. „Tomek” (dowódca oddziału do 3 maja 1944)
- por. Wilhelm Franciszek Czulak, ps. „Góral” (dowódca oddziału od 3 maja 1944, zginął 9 maja 1944)
- plut. Piotr Szymański, ps. „Mrówka”, zginął 9 maja 1944
- kpr. pchor. Mieczysław Cieślik, ps. „Kruczek”, zginął 9 maja 1944
- kpr. Tadeusz Józef Tyczyński, ps. „Tomala”, zginął 9 maja 1944
- kpr. Marian Jan Ambroszczyk, ps. „Mazur”, zginął 9 maja 1944
- kpr. Antoni Jędrzejczyk, ps. „Sady”, zginął 9 maja 1944
- st. strz. Mieczysław Śpiewak, ps. „Lis”, zginął 9 maja 1944
- st. strz. Tadeusz Szczegielniak, ps. „Zawisza”, zginął 9 maja 1944
- st. strz. Mieczysław Antoni Stańczyk, ps. „Żbik”, zginął 9 maja 1944
- st. strz. Aleksander Stanisław Gałka, ps. „Zenit”, zginął 9 maja 1944
- st. strz. Władysław Nowak, ps. „Dziki”, zginął 9 maja 1944
- st. strz. „Marek” (nazwisko nieustalone), zginął 9 maja 1944
- st. strz. W. K. Mytkowicz, ps. „Mróz”, zginął 9 maja 1944
- st. strz. Tadeusz Bartłomiej Odrowąż-Pieniążek, ps. „Jesion”, zginął 9 maja 1944
- strz. Władysław Morawski, ps. „Sokół”, zginął 9 maja 1944
- „Poznańczyk” (nazwisko nieustalone), zginął 9 maja 1944
- plut. J. Buczek, ps. „Mewa”, zginął 9 maja 1944[13]
- ppor. Kazimierz Białowąs, ps. „Wanda”
- kpr. Ryszard Białecki, ps. „Negus”, „Jurek”[14]
- Stanisław Sosnowski[15]

## Upamiętnienie

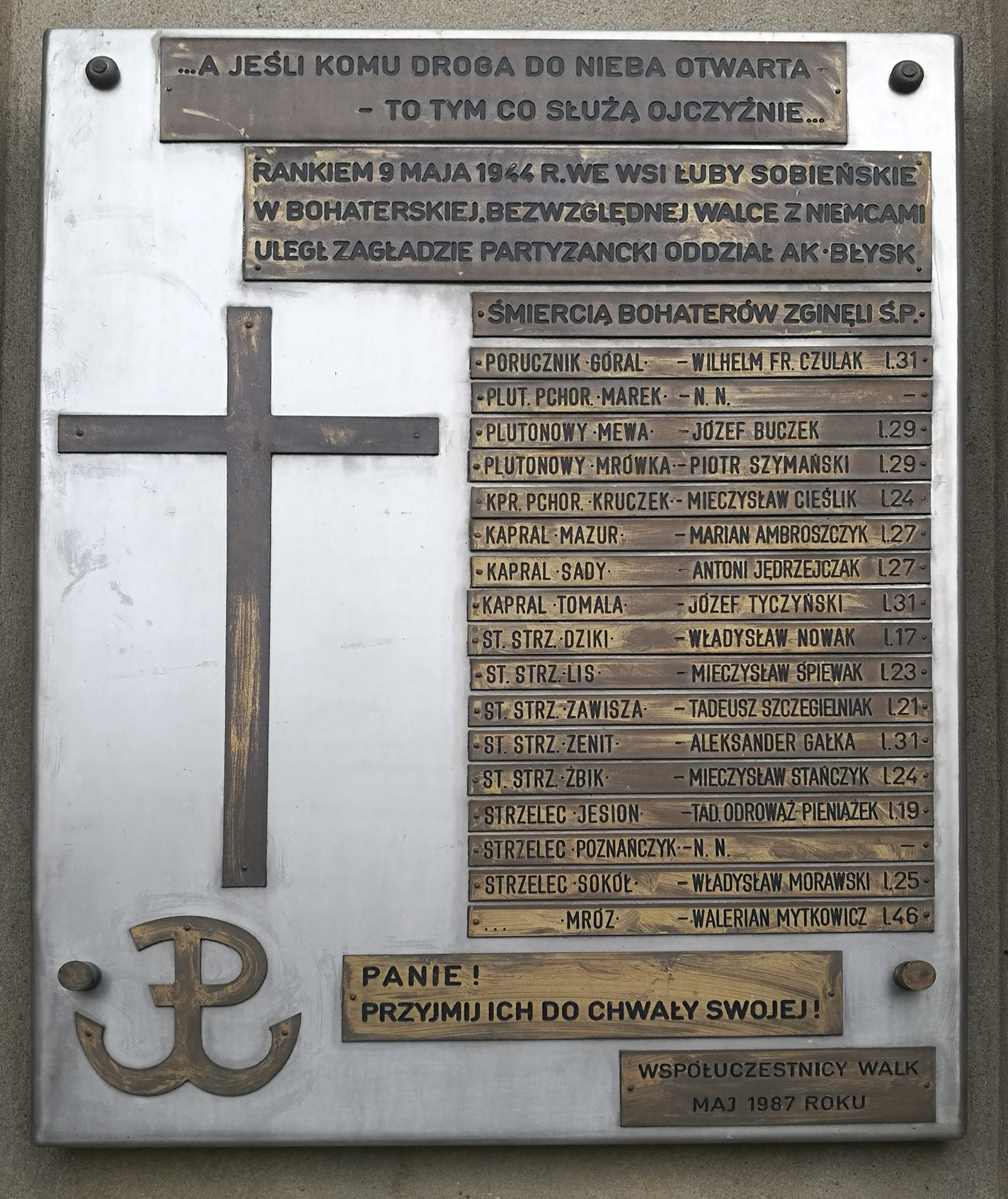
Tablica upamiętniająca poległych żołnierzy OP AK „Błysk” przy wejściu do kościoła w Białaczowie

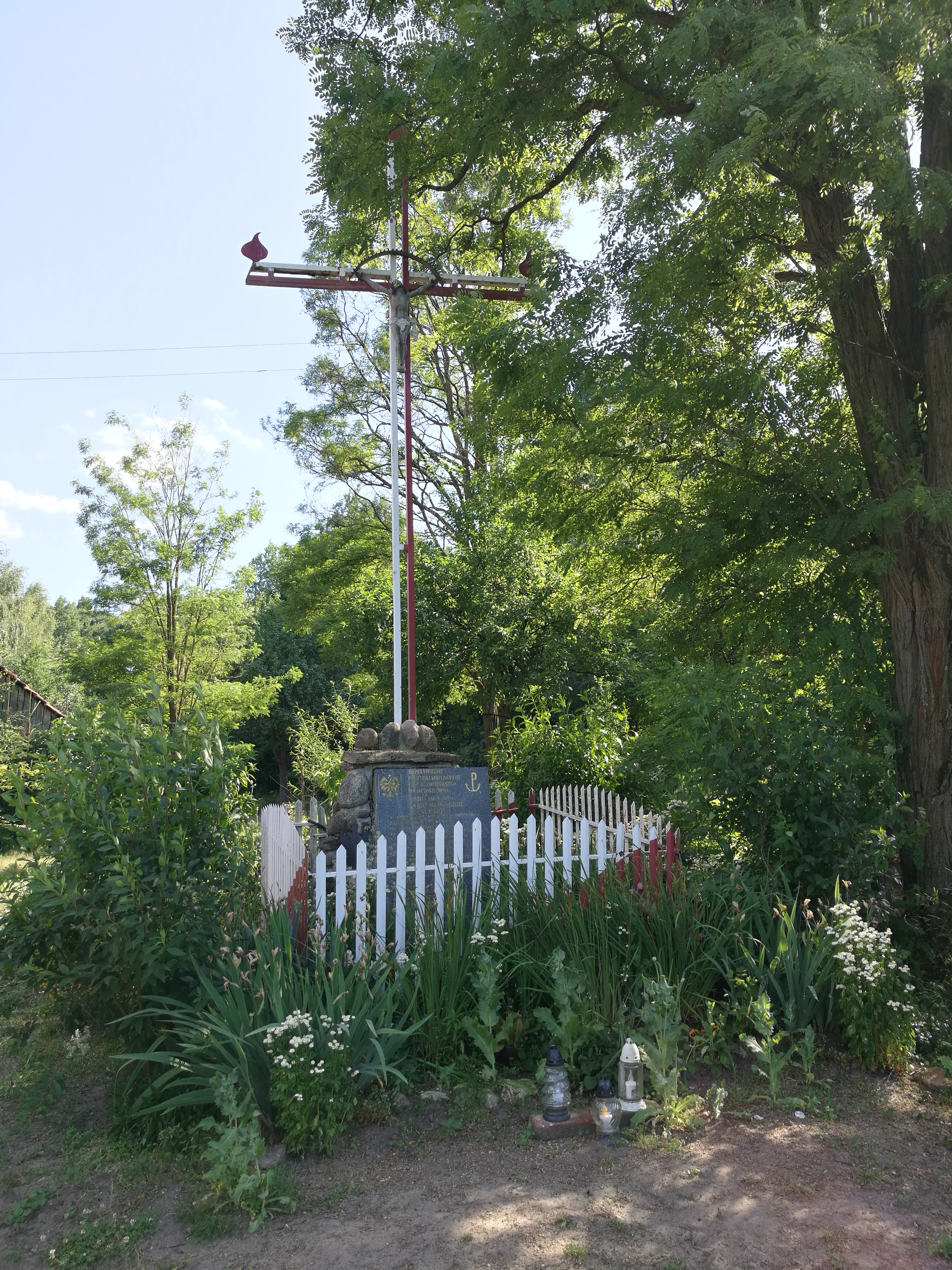
Krzyż w Łubach Sobieńskich upamiętniający miejsce tragedii OP AK „Błysk”

W 1987 roku w Łubach Sobieńskich, w miejscu potyczki, postawiono pamiątkowy krzyż. Pamiątkowe tablice znajdują się też na cmentarzu w Paradyżu oraz na ścianie przy wejściu do kościoła parafialnego w Białaczowie. Pamiątkowa tablica poświęcona pamięci oddziału AK „Błysk” znajduje się też w kościele ojców bernardynów w Piotrkowie Trybunalskim. 
15 maja 1997 imię OP AK „Błysk” ppor. Wilhelma Czulaka przyjęła Szkoła Podstawowa w Paradyżu. Imię OP AK „Błysk” nosi również Wiejski Dom Kultury w Sobieniu.